# Takeshi Shudo
Takeshi Shudo (japanska: 首藤 剛志 Hepburn: Shudō Takeshi?), född 18 augusti 1949 i Fukuoka prefektur, död 29 oktober 2010 i Nara, var en japansk manusförfattare och författare. Efter att ha misslyckats med att klara av inträdesprovet för att komma in på universitet, ansökte Shudo istället till ett institut för manusförfattare. År 1969 gjorde han sin debut som manusförfattare när han skrev det fyrtiofemte avsnittet till jidaigeki-serien Ōedo Sōsamō. Shudo tröttnade dock på att skriva denna typ av manus och arbetade ett tag som försäljare av utbildningsmaterial. I november 1976 återvände han som manusförfattare, denna gång till Manga Fairy Tales of the World. Shudo arbetade sedan med olika produktioner under årens gång såsom GoShogun, Magical Princess Minky Momo, Manga Hajimete Monogatari, Sasuga no Sarutobi, Eternal Filena och Pokémon, där han bland annat skrev det första avsnittet Pokémon, jag väljer dig!.
Den 28 oktober 2010 kollapsade Shudo, efter att ha drabbats av en subaraknoidalblödning i ett rökrum vid JR Nishi Nihons tågstation i Nara. Han togs till ett sjukhus, men avled av blödningen klockan 04:03 den 29 oktober 2010.